# 西尾警察署
西尾警察署（にしおけいさつしょ）は、愛知県警察が管轄する警察署の一つである。

## 所在地
- 愛知県西尾市寄住町下田14番地

## 管轄区域
- 西尾市

## 沿革

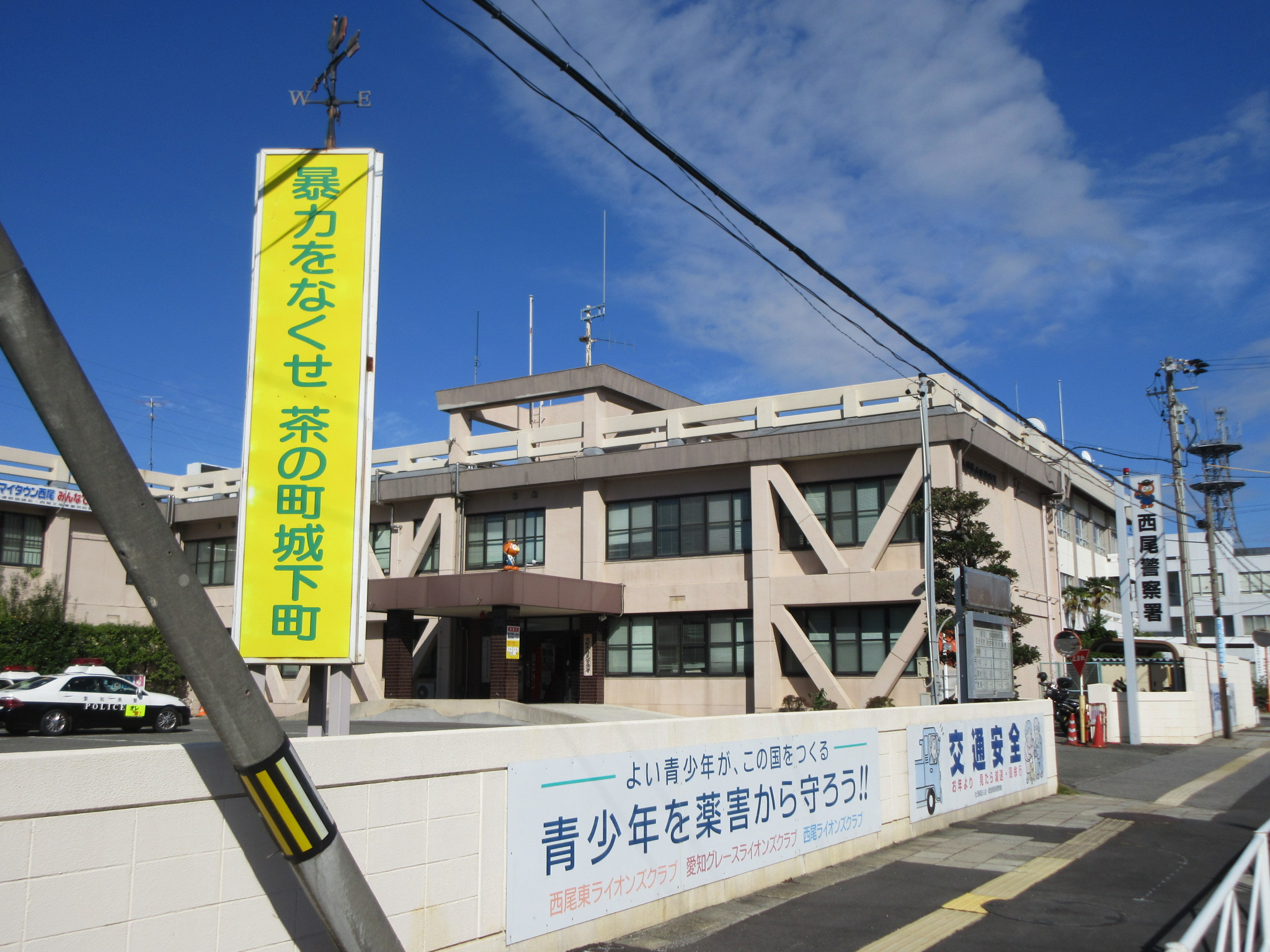
旧庁舎

- 1948年（昭和23年）3月7日：従前の愛知県警察部と旧西尾警察署が解体。自治体警察の西尾町警察、平坂町警察、寺津町警察、吉田町警察が発足。周辺町村は国家地方警察幡豆地区警察署の管轄になる。
- 1951年（昭和26年）：西尾町警察、平坂町警察、寺津町警察、吉田町警察を廃止。国家地方警察幡豆地区警察署の管轄とする。
- 1954年（昭和29年）7月1日：新警察法の施行で、新たに都道府県警察として愛知県警察が発足。愛知県西尾警察署となる。
- 2018年 (平成30年) 3月12日：庁舎建て替えに伴い、ハローワーク西尾東(西尾市熊味町北十五夜21番地1)に仮移転。
- 2020年(令和2年) 7月17日：新庁舎完成に伴い、仮庁舎から新庁舎にて業務開始。

## 組織
- 警務課
  - 警務係
  - 住民サービス係
  - 留置管理係
- 会計課
  - 会計係
- 生活安全課
  - 生活安全係
  - 少年係
  - 保安係
- 地域課
  - 地域総務係
  - 地域(第一係～第三係)
- 刑事課
  - 刑事総務係
  - 強行(第一係・第二係)
  - 盗犯係
  - 鑑識係
  - 知能係
  - 暴力薬物係
  - 国際捜査係
- 交通課
  - 交通総務係
  - 指導取締係
  - 事故捜査係
- 警備課
  - 警備係
  - 災害対策係

## 幹部交番
（ ）の中は所在地
- 一色幹部交番（西尾市一色町前野新田33番地）

## 交番
（ ）の中は所在地
- 米津交番（西尾市米津町五郎田27番地15）
- 鶴城交番（西尾市緑町四丁目28番地）
- 吉良交番（西尾市吉良町吉田上浜7番地1）
- 平坂交番（西尾市寺津町大明神37番地4）
- 国森交番（西尾市国森町不動東76番地）
- 中央交番（西尾市高畠町三丁目166番地1）

## 駐在所
（ ）の中は所在地
- 米野駐在所（西尾市米野町土井ノ内1番地9）
- 東部駐在所（西尾市貝吹町西郷廻40番地1）
- 室駐在所（西尾市室町中屋敷151番地1）
- 東幡豆駐在所（西尾市東幡豆町田中69番地6）
- 西幡豆駐在所（西尾市西幡豆町講伏3番地10）
- 鳥羽駐在所（西尾市鳥羽町壱丁田27番地4）
- 赤羽駐在所（西尾市一色町赤羽河田37番地1）
- 熱池駐在所（西尾市熱池町古新田12番地）
- 鵜ヶ池駐在所（西尾市鵜ヶ池町源左128番地）
- 佐久島駐在所（西尾市一色町佐久島掛梨50番地1）